# 福建省福州第四中学

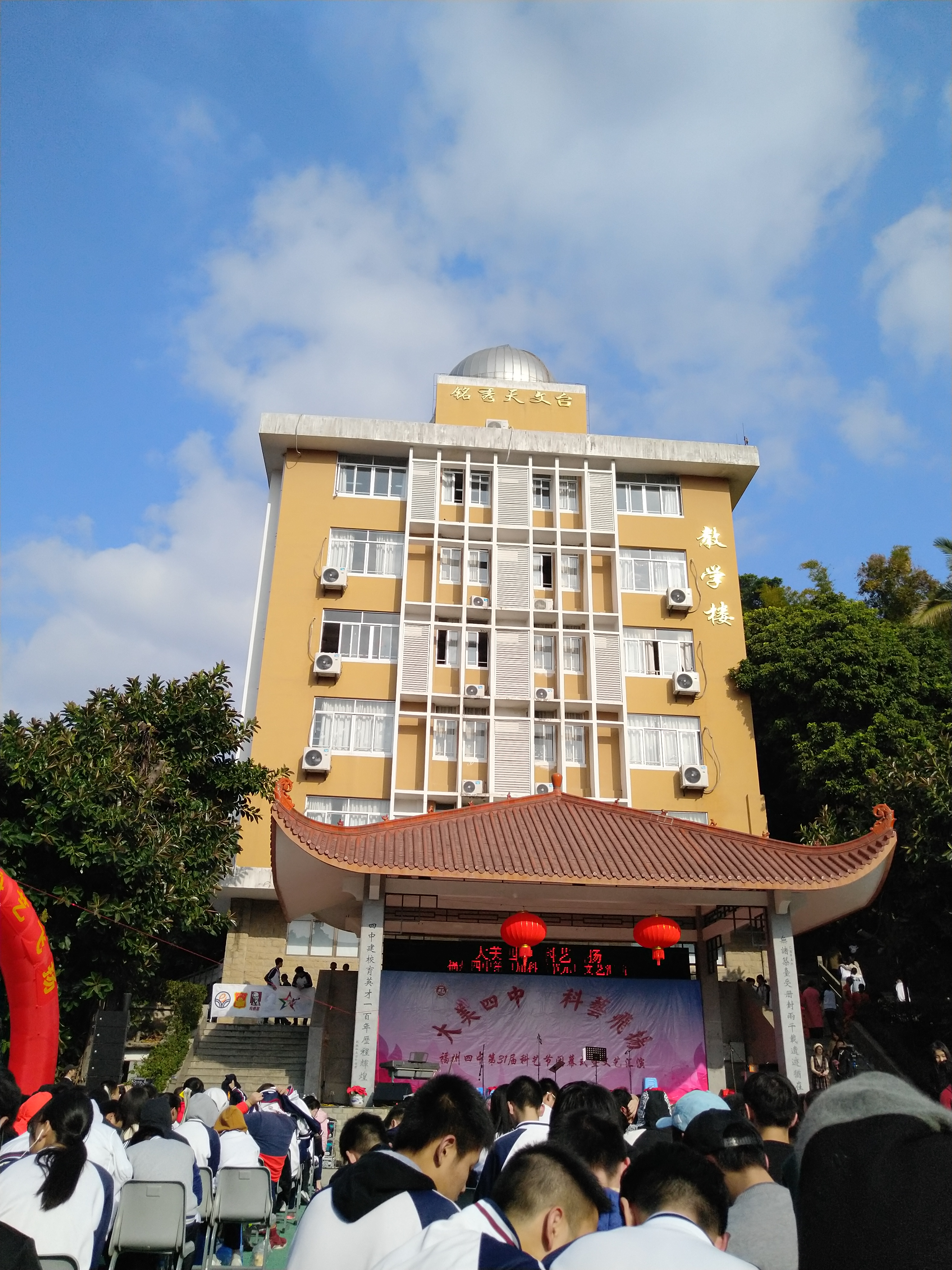
福州四中教学楼

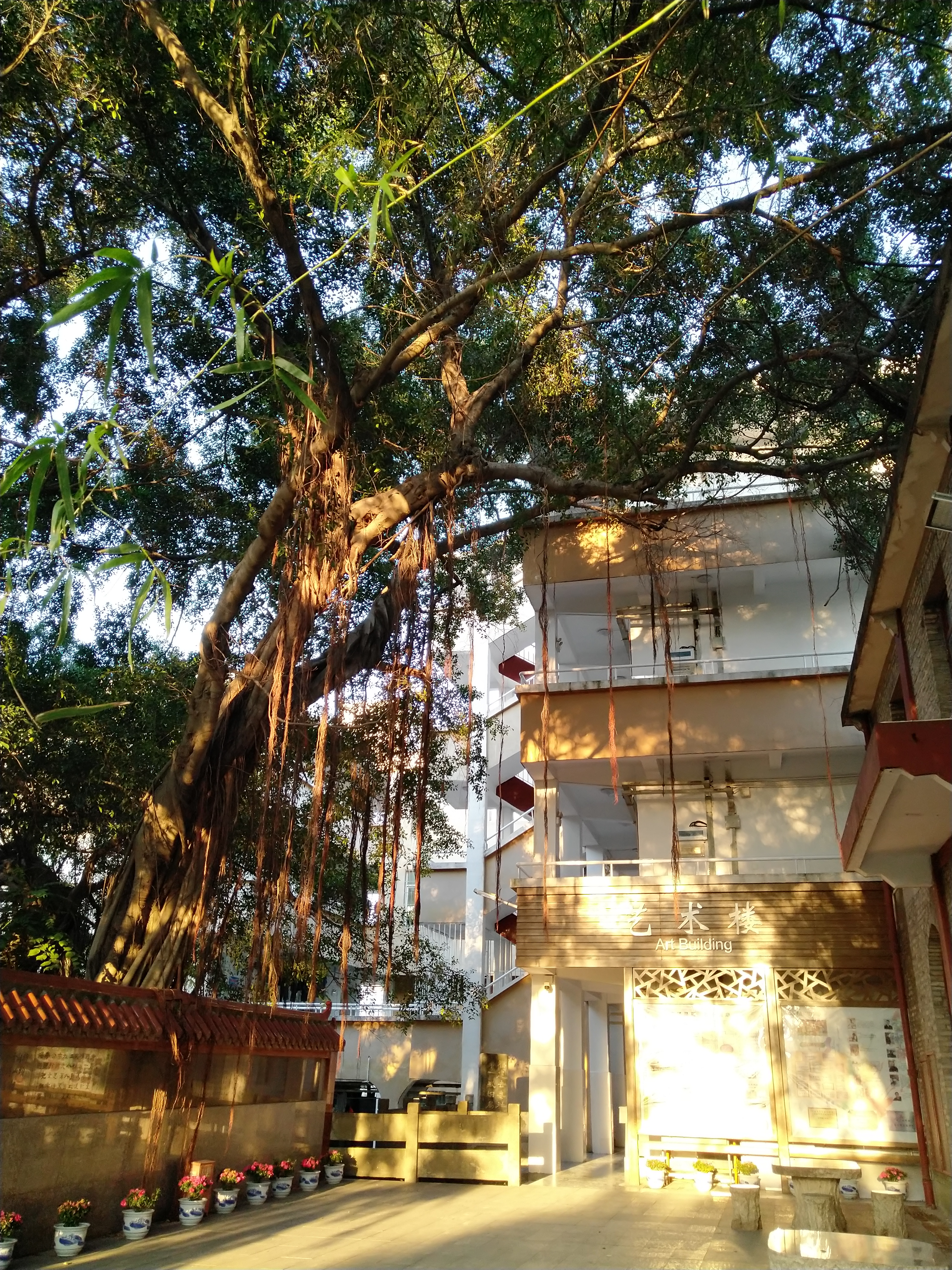
福州四中艺术楼

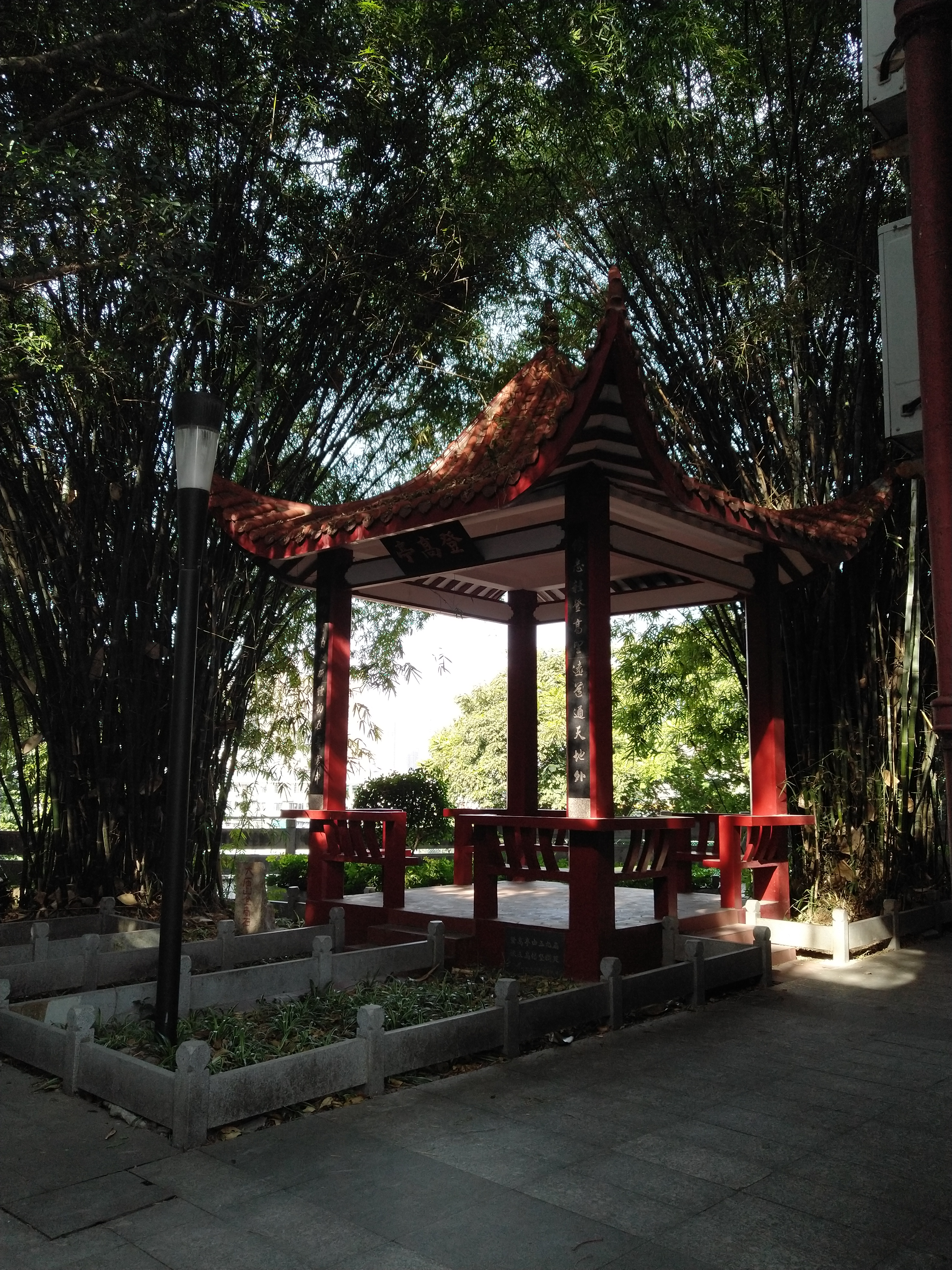
福州四中登高亭

福建省福州第四中学，简称福州四中，是中国福建省福州市台江区的完全中学，创于1906年。

## 历史
大清光緒三十一年（1905年），福州商務總會總理張秋舫與羅筱坡，集資在大廟山釣龍臺創辦「福州商立小學堂」。民國十一年（1922年），羅筱坡之子羅勉侯擔任商立小學董事長；民國廿年（1931年），福州商務總會換屆改組，學校脫離商會，故改名為「私立福商小學」，羅勉侯之子羅郁坦擔任董事長。民國三十四年（1945年）九月擴辦初中，後獲准增辦高中，命名為「私立福商中學」。
共和國建立後，公元1952年，「福商中學」與「四瑞中學」合併，並更名為「福州市第四中學」，後又更名為「福建省福州第四中學」。

## 学校荣誉
- 2002年，福建省一级达标高中。[5]
- 2018年，全国中小学中华优秀文化艺术传承学校[6]
- 福建省文明学校
- 福建省素质教育先进学校

## 办学特色
1997年学校创办鸿志班与美术特色班，两个特色班以出色的办学效益和社会效益享誉八闽。“鸿鹄振翅，志存高远”的鸿志精神伴随着鸿志学子学习成长中不断地传承福州四中“爱与责任”的品质。如今，鸿志精神已经成为福州四中校园主流精神的特色文化，鸿志教育也成了福州四中教育教学民生工程以及办学特色亮点之一。2007年福州四中被授予“福州市首批特色学校”称号。2010年学校被列为福州市首个美术校本培训基地校。2014年学校被确认被福建省首批基础教育学科教学研究基地学校（高中美术学科）。同期，该校被确认为中国美术学院生源基地实验学校。

## 文物古迹
登高亭、登高台、诗楼、全闽第一江山石碑、钓龙井、钓龙台等

## 相关链接
- 福州四中网站 （页面存档备份，存于）